# Musaranya de Java
La musaranya de Java (Crocidura orientalis) és una espècie de musaranya endèmica d'Indonèsia.